# Лист, Густав Иванович

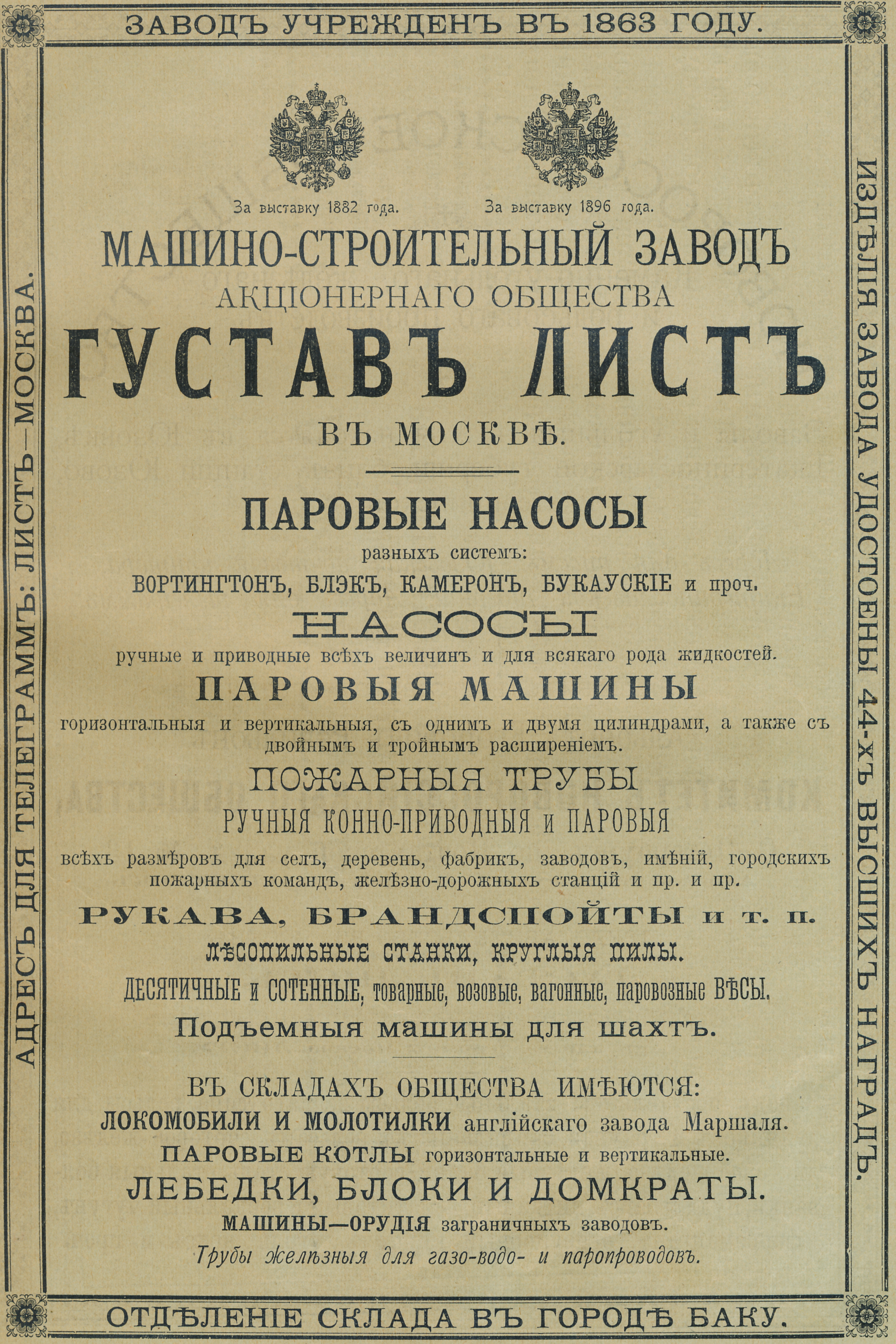
Реклама завода АО Густав Лист, 1899 год

Густа́в Ива́нович Лист (1835, Берлин — 17 февраля 1913, Москва) — московский предприниматель немецкого происхождения, основатель производства отечественной противопожарной техники. Коммерции советник (1896). Статский советник (1911). Купец первой гильдии. Состоял выборным Московского купеческого общества.

## Биография
Родился в Берлине. Учился заводскому делу в Америке. Переехал в Россию в 1856 году, работал механиком на сахарном заводе в Воронеже. Там соорудил свой первый механический пожарный насос.
В 1863 году перебрался в Москву, где «временно» приобрёл дом-усадьбу на Софийской набережной, дом 12/14, напротив Кремля. Не трогая основных усадебных построек, Лист приспособил служебные корпуса под механические мастерские; в 1863 году здесь работало всего 13 человек. Вскоре мастерская сгорела, и заново была отстроена уже в виде капитального завода. В 1870 году были выстроены кузница и здание для паровой машины; Лист оформил собственность на участок только в 1872 году. В 1876 году на Листа работало 150 рабочих; Лист скупил соседние владения и в течение 1880-х годов завод занял весь квартал до Болотной площади.
К 1897 году фирма была преобразована в акционерное общество чугунолитейного, механического и машиностроительного заводов, в правление которого Лист ввёл сыновей — Николая и Александра. В 1897—1898 годах за Бутырской заставой (Складочная улица, 6) был построен новейший по тем временам машиностроительный завод по проекту архитектора Николая Дмитриевича Струкова (с 1922 года — Компрессорный завод «Борец»). Предприятия Листа были многопрофильными; завод за Бутырской заставой выпускал полный спектр водопроводного оборудования, пожарные краны, вентиляторы, весы и гири и т. п. Лист имел право маркировать изделия государственным гербом за высокое качество продукции, представленной на Всероссийской промышленной выставке в Москве в 1882 году.
На Софийской набережной в 1916 году были выстроены новые железобетонные корпуса для производства снарядов. После национализации он [кто?] назывался «Завод № 5», «Гидрофильтр», «Красный факел», и продолжал производить противопожарное оборудование. Гордостью его было литье цветных металлов. В предвоенные годы завод стал выпускать промышленные холодильники.
Умер 17 февраля 1913 года от грудной жабы. Похоронен на Введенском кладбище (5 уч.).